# Saiful Bari Titu
Saiful Bari Titu es un exjugador de fútbol de Bangladés y entrenador.
En el 2012 fue nombrado entrenador de la selección nacional de fútbol de Bangladés.    

## Internacional
Jugó con Bangladés,fue también un jugador del equipo nacional y fue una de sus estrellas.

## Carrera

### Como entrenador
| Club                             | País      | Año             |
| -------------------------------- | --------- | --------------- |
| Mohammedan SC                    | Bangladés | 1995 - 2000     |
| Selección de fútbol de Bangladés | Bangladés | 2010            |
| Selección de fútbol de Bangladés | Bangladés | 2012 - Presente |